# Bahman Sadighi
Bahman Sadighi (né à Téhéran en 1960) est un auteur, traducteur, peintre et enseignant d'origine iranienne qui vit au Québec.

## Biographie
Bahman Sadighi est né à Téhéran, en Iran. Il part étudier en France où il rédige une thèse portant sur l'écriture et l'esthétique de la mort dans le cadre de la littérature française et persane. Il a été enseignant de littérature française dans 5 universités à Téhéran,. Par la suite, Bahman Sadighi s'installe à Montréal en 1997.

### Carrière
Sa poésie, écrite directement en français, a été publié au Québec aux Éditions du Noroît. Il a aussi publié à l'étranger. En plus d'écrire de la poésie, il est aussi traducteur de poésie du persan vers le français. Il a traduit la poésie de Furūgh Farrukhzād et co-traduit celle de Hossein Sharang avec Gilles Cyr.
Il collabore à plusieurs périodiques, dont la revue Liberté, ainsi qu'à diverses publications. En 2012, il a collaboré à la publication du livre portant sur son ami l'artiste Khosro Berahmandi qui s'intitule Traversée des feux : Autour de l'œuvre de Khosro,. Il écrit aussi des textes pour les expositions et les livres d'art de Khosro Berahmandi. Par exemple, il a écrit des poèmes dans le livre d'art Oblivion and Silence / Oubli et silence paru en 2010,,.
En 2008, Bahman Sadighi publie le recueil Parages de tu, qui est comme un « long cri qui va vers l'autre absent », et dont les poèmes connotent une certaine souffrance.
Publié en 2016, son long recueil Catabase propose « des attaques bien senties envers les maux de notre temps ».
Bahman Sadighi participe à divers événements littéraires au Québec, comme par exemple le cabaret Poésie et traduction dans le cadre des « Rencontres multilingues en poésie » organisées par La poésie partout,.
Il vit présentement à Montréal.

## Œuvres

### Poésie
- Semences, syllabes, Montréal, Éditions du Noroît, 2004, 68 p. (ISBN 978-2-89018-542-5)
- Parages de tu, Montréal, Éditions du Noroît, 2008, 132 p. (ISBN 978-2-89018-638-5)
- Catabase, Montréal, Éditions du Noroît, 2016, 190 p. (ISBN 978-2-89766-052-9)

### Ouvrages collectifs
- Khosro Berahmandi et Bahman Sadighi, Oblivion and Silence / Oubli et silence, Livre d’art, Éditions MEKIC, Montréal, novembre 2010[7],[9],[14],[15].
- Martine, Audet, Yadolah Royaï, Bahman Sadighi, Hossein Sharang et Paul Bélanger, Traversée des feux : Autour de l'œuvre de Khosro, Montréal, Éditions du Noroît, 2012, 73 p.[6] (ISBN 978-2-89018-734-4)

### Traduction
- Hossein Sharang, Montagnes fugitives, Montréal, Éditions du Noroît, 2003, 100 p. (ISBN 978-2-89018-512-8)
- Furūgh Farrukhzād, Autre naissance, Montréal, Éditions du Noroît, 2017, 109 p. (ISBN 978-2-89766-083-3)